# Et skridt af gangen
Et skridt af gangen er en dansk dokumentarfilm fra 2012, der er instrueret af Anders Aagaard Hansen og Asger Mindegaard.

## Handling
'Road movie' om instruktørernes vandretur fra Mexico til Canada. Filmen er bygget kronologisk op omkring turen og giver et indblik i de udfordringer og oplevelser turen byder på.